# Saison 4 de Switched
Chronologie
Saison 3 Saison 5
Cet article représente le guide des épisodes de la quatrième saison de la série télévisée américaine Switched.

## Généralités
- Au Canada, elle est diffusée en simultané sur ABC Spark.

## Distribution

### Acteurs principaux
- Katie Leclerc (VF : Chloé Berthier) : Daphné Paloma Vasquez
- Vanessa Marano (VF : Kelly Marot) : Bay Madeleine Kennish
- Constance Marie (VF : Anne Dolan) : Régina Lourdes Vasquez
- D. W. Moffett (VF : Pierre Tessier) : John Kennish
- Lea Thompson (VF : Céline Monsarrat) : Kathryn Kennish
- Lucas Grabeel (VF : Alexis Tomassian) : Toby Kennish
- Sean Berdy : Emmett Bledsoe

### Acteurs récurrents
- Marlee Matlin (VF : Pauline Brunel) : Melody Bledsoe
- Ivonne Coll (VF : Julie Carli) : Adriana Vasquez
- Ryan Lane (VF : Grégory Quidel) : Travis

### Invités
- Sarah Stouffer : Tess Ritter
- Bess Armstrong : Professeur Beth Marillo
- Sharon Pierre-Louis : Iris Watkins
- Rachel Shenton : Lily Summers
- Austin Cauldwell : Josh Padden
- Tom Maden : Robbie Nicholson
- Stephanie Nogueras : Natalie Pierce
- Sharon Wilkins :  Officier de probation
- Adam Hagenbuch : Greg 'Mingo' Shimingo
- Alice Lee : Skye
- Joanna Cassidy : Lucille
- Rene Moran : 'Nacho' Rivera
- Meredith Baxter : Bonnie Tamblyn-Dixon
- Gary Kraus : Officier Gordon
- Sayeed Shahidi : Will Bishop

## Épisodes

### Épisode 1:Point de non-retour
- États-Unis : 6 janvier 2015
- France :
- Québec :
- Belgique :

### Épisode 2:Loin des yeux
- États-Unis : 13 janvier 2015
- France :
- Québec :
- Belgique :

- Rana Roy : Vimla
- Terrell Tilford : Eric Bishop

### Épisode 3:Le triathlon des dortoirs
- États-Unis : 20 janvier 2015
- France :
- Québec :
- Belgique :

### Épisode 4:Une belle surprise
- États-Unis : 27 janvier 2015
- France :
- Québec :
- Belgique :

### Épisode 5:Grand bonheur, grand malheur
- États-Unis : 3 février 2015
- France :
- Québec :
- Belgique :

### Épisode 6:Une situation inextricable
- États-Unis : 10 février 2015
- France :
- Québec :
- Belgique :

### Épisode 7:Les éléments se déchaînent
- États-Unis : 17 février 2015
- France :
- Québec :
- Belgique :

### Épisode 8:Un nouveau départ
- États-Unis : 24 février 2015
- France :
- Québec :
- Belgique :

### Épisode 9:Le bon vieux temps
- États-Unis : 3 mars 2015
- France :
- Québec :
- Belgique :

### Épisode 10:Je t'aime moi non plus
- États-Unis : 10 mars 2015
- France :
- Québec :
- Belgique :

### Épisode 11:Si c'était à refaire
- États-Unis : 24 août 2015
- France :
- Québec :
- Belgique :

### Épisode 12:L'heure des choix
- États-Unis : 31 août 2015
- France :
- Québec :
- Belgique :

### Épisode 13:Espoirs et craintes
- États-Unis : 7 septembre 2015
- France :
- Québec :
- Belgique :

- Kim Hawthorne : Hope Paxton
- Jerrell Lee : Jared

### Épisode 14:Après le deuil
- États-Unis : 14 septembre 2015
- France :
- Québec :
- Belgique :

### Épisode 15:Spring Break
- États-Unis : 21 septembre 2015
- France :
- Québec :
- Belgique :

### Épisode 16:Retour de flammes
- États-Unis : 28 septembre 2015
- France :
- Québec :
- Belgique :

- John Michael Higgins : Larry Shimingo
- Paula Marshall : Nancy Shimingo
- Nyle DiMarco : Garrett

### Épisode 17:Dilemmes
- États-Unis : 5 octobre 2015
- France :
- Québec :
- Belgique :

### Épisode 18:Se perdre, puis se retrouver
- États-Unis : 12 octobre 2015
- France :
- Québec :
- Belgique :

### Épisode 19:La douche froide
- États-Unis : 19 octobre 2015
- France :
- Québec :
- Belgique :

### Épisode 20:Faux-semblants
- États-Unis : 26 octobre 2015
- France :
- Québec :
- Belgique :

- Dan J. Johnson : Quinn
- Sam Page : Craig Tebbe